# Offensività
Il principio di offensività è un elemento essenziale della concezione liberal-democratica del reato, insieme al principio di materialità e al principio di colpevolezza.
Escluderebbe la punibilità di fatti in cui manca una effettiva lesione del bene giuridico protetto.

## Differenze e tipologie
Lo stesso principio si contrappone all'esigenza che a volte sussiste di prevenire anticipatamente la lesione di un bene giuridico, punendo anche la sola condotta del soggetto.
Come esempi di carenza di offensività si indicano i casi di tipicità apparente, quali il furto di un acino d'uva o di un chiodo, i falsi grossolani o innocui.
Il brocardo di riferimento è nullum crimen sine iniuria: il reato deve quindi caratterizzarsi nell'offesa ad un bene giuridico. 

## Funzioni e finalità del principio di offensività
Tale principio introduce un'ulteriore delimitazione del reato e consente di punire soltanto i fatti che ledano o pongano in pericolo l'integrità di un bene giuridico.
Esso è complementare al principio di materialità e integrato assieme a questo nel principio di tipicità.
Il progressivo sviluppo di questa categoria corre di pari passo con l'evoluzione del concetto di evento in senso giuridico (contrapposto all'evento in senso naturalistico). Il ragionamento segue questa direzione: è evento in senso giuridico l'effetto giuridico di danno o pericolo della condotta; a questo punto, qualora manchi un'effettiva offesa (quand'anche potenziale) risultante dalla condotta, non vi è comportamento punibile.
Nel Common law questo risultato si consegue a livello processuale con il Nolle prosequi; invece, nei sistemi di Civil law occorre che esso sia espressamente ricavabile dalla norma di legge scritta.

## Nel diritto penale italiano
Nel diritto penale italiano, il principio di offensività afferma che non vi può essere reato senza un'offesa a un bene giuridico, cioè a una situazione di fatto o giuridica, protetta dall'ordinamento, modificabile oppure offendibile per effetto di un comportamento umano.
Il principio di offensivita si desumerebbe dall'art. 49 comma 2 del codice penale, che esclude la punibilità del reato impossibile, e dagli art. 25 e 27 Cost.  Si è quindi in base a ciò affermato che la nozione di reato tipico ricomprende, insieme con altri requisiti, l'offesa del bene tutelato.

### L'oggetto del principio di offensività
Il giudizio su cosa sia "bene tutelato" dal principio di offensività va condotto attraverso il filtro della carta fondamentale.
Tale filtro comporta che i beni protetti siano i cosiddetti beni costituzionalmente orientati, ovvero:
- i beni costituzionalmente rilevanti, ma altresì
- i beni costituzionalmente non incompatibili.

Saranno quindi limitabili i beni costituzionali mezzo e non i beni fine, così da favorire la piena conservazione, dignità, sviluppo della persona umana.
Con i conseguenti limiti e direttrici di interpretazione e sviluppo:
- divieto di criminalizzazione derivanti da principi costituzionali generali,
- divieto di limitare i diritti costituzionali di libertà,
- divieto di obblighi costituzionali di criminalizzazione.

Sul piano della meritevolezza dei beni tutelabili e dei limiti che essa comporta nel reperimento del bene giuridico è dato di ravvisare la sicura meritevolezza dei beni costituzionalmente rilevanti, al cui interno devono distinguersi, in base al grado di meritevolezza i beni di rango primario dai beni di rango secondario.
Sul piano della sussidiarietà e del bilanciamento delle tutele, il bene tutelato deve rispettare i principi della necessarietà della tutela penale (nel caso di beni giuridici per i quali la tutela extrapenale non è sufficiente), dandosi quindi per impossibile il trattamento irrogato con sanzione penale amministrativa.

### Il fondamento costituzionale
Il problema cardine del principio in argomento è il problema del suo fondamento. Nessuna norma, di rango costituzionale o ordinario, fa riferimento specifico al concetto di offesa necessaria, come canone di criminalizzazione ovvero di interpretazione.
Pare realistico però che dal senso complessivo delle disposizioni costituzionali fonti di diritto penale si possa ricavare una direttrice di politica criminale.
Sul piano più strettamente interpretativo, l'esistenza del principio detto, nel nostro ordinamento si ricaverebbe, sul piano costituzionale, dall'art. 13 Cost., che presuppone un interesse da salvaguardare attraverso il sacrificio della libertà personale, dall'articolo 25, 2º e 3º comma, dall'art.27/3 Cost. che vieterebbe la strumentalizzazione della persona e i trattamenti contrari alla rieducazione (percezione personale ovvero sociale di un'offesa). Chi sostiene il principio di offensività a livello costituzionale ritiene che esso sia variamente desumibile anche dal sistema delle regole suindicate.
Come è agevole ricavare, si tratta di assunti deboli ove non discutibili. L'esistenza del principio di offensività (o necessaria lesività), comunque, sarebbe avversata da parte della dottrina, nonostante alcune sempre più esplicite pronunce della Corte Costituzionale nel senso della sua valenza anche a livello costituzionale.

### Il fondamento legislativo
A livello di legge ordinaria, invece, gli assertori del principio in esame sostengono che il codice penale lo preveda esplicitamente nella sua parte generale, laddove afferma:"La punibilità è [...] esclusa quando [...] è impossibile l'evento dannoso o pericoloso", art. 49 c.p. (evento, beninteso, in senso giuridico).
Una seconda norma ordinaria è quella dell'articolo 17 della legge n. 124 del 2007, che esclude - prevedendo una speciale causa di giustificazione per il personale dei servizi di informazione per la sicurezza che ponga in essere condotte previste dalla legge come reato, legittimamente autorizzate di volta in volta in quanto indispensabili alle finalità istituzionali di tali servizi - esclude poi la sua applicabilità se «la condotta prevista dalla legge come reato configura delitti diretti a mettere in pericolo o a ledere la vita, l'integrità fisica, la personalità individuale, la libertà personale, la libertà morale, la salute o l'incolumità di una o più persone». Se in tal guisa le "garanzie funzionali" degli agenti segreti non operano rispetto a dei reati indicati per bene giuridico tutelato, allora significa che il legislatore ha effettuato una selezione in base al principio di offensività: una selezione che può essere suscettibile di critica per la sua estensione o le sue esclusioni, ma che indirettamente sancisce il rilievo dell'offensività ai fini della politica legislativa italiana.

## Profili interpretativi e applicativi
Data la funzione garantista del principio, l'applicazione pratica del principio in argomento passa attraverso la necessaria distinzione di due aspetti:
- l'individuazione dell'"oggetto giuridico" del reato: il bene preesistente alla norma ed assunto ad elemento costitutivo della fattispecie. Talune fattispecie (es. reati - scopo) non prevedono un oggetto giuridico. In tali casi, il principio di offensività risulta inapplicabile perché prevale ad esso il principio di tipicità della fattispecie predisposta dal legislatore.
- lo scopo della norma, sempre presente ed immanente alla previsione penale.

In tal modo si evitano i rischi di confusione fra bene e scopo e quindi si evita l'applicazione del concetto di offensività a fattispecie che ne sono prive, la cui esistenza va spiegata nell'ottica della funzione generalpreventiva del diritto penale.
D'altro canto l'affermazione dell'esistenza del principio di offensività evita derive verso la volatilizzazione del bene giuridico, che va invece recuperato sempre attraverso un'interpretazione orientata ai valori costituzionali che consentono:
- la criminalizzazione di precise oggettività giuridiche
- la depenalizzazione di reati non facilmente conciliabili con altri valori costituzionali
- la criminalizzazione di tipologie emergenti di aggressioni a beni significativi
- la fondamentale proporzionalità della specie e della quantità della pena
- la qualificazione di reato come delitto o contravvenzione.

## Profili critici
Dal punto di vista del diritto positivo, quindi, per aversi incriminazione e condanna dovrebbe essere necessario un quid pluris rispetto alla fattispecie tipica, l'offesa, appunto.
Secondo parte della dottrina, in questo modo, si introdurrebbe nel fatto di reato un elemento estraneo alla fattispecie, ulteriore rispetto ad essa, frustrando, in qualche modo, il principio di legalità.
L'obiezione però non coglie nel segno, essendo il principio di offensività servente ad un concetto di giustizia sostanziale, ma nel quadro di un ordinamento che accoglie il principio di legalità formale. Sicché il principio di offensività ha una funzione di garanzia ulteriore, prevedendo che non possa esservi pena senza "iniuria". In altre parole, la mancanza di offesa al bene giuridico non costituisce reato, nonostante la fattispecie materiale sia integrata.
Sicché per esservi reato, l'offesa quale elemento del fatto tipico, deve pervadere la materialità della condotta, risolvendosi in un'azione perlomeno non inidonea (secondo il disposto dell'art.49 c.p.) a porre in pericolo il bene tutelato.
Quale principio di eminente estrazione sostanziale, il principio di offensività viene sostenuto da taluno affermando che conserverebbe valore come imperativo per il legislatore futuro (o eventualmente per la Corte costituzionale in sede di giudizio di legittimità), cosicché si dovrebbe tendere a una costruzione di un diritto penale basato sull'esclusiva offesa (o su un pericolo palpabile di essa) dei beni giuridici rilevanti.
Naturalmente, il catalogo di beni sarebbe suscettibile di variazioni a seconda del sistema degli assetti sociali presenti nello Stato, conformemente alla diversa impostazione sostanzialistica di quest'orientamento.
Le tendenze sostanzialistiche emergono in contesti socio-economico-culturali di sviluppo concitato, nei quali difficilmente le impostazioni formalistiche riescono a contenere le istanze disomogenee del tessuto sociale. Sicché, ai tradizionali beni individuali e collettivi vengono ad affiancarsi situazioni che tutelano nuove entità giuridiche emerse dalle mutazioni sociali createsi con l'innovazione tecnologica e soprattutto con il crescente sviluppo economico.